# الگر (واشنگتون)
الگر، واشینگتن (به انگلیسی: Alger, Washington) یک منطقهٔ مسکونی در ایالات متحده آمریکا است که در ایالت واشینگتن واقع شده‌است.

## خصوصیات
الگر ۴٫۷ کیلومترمربع مساحت و ۴۰۳ نفر جمعیت دارد و ۸۲ متر بالاتر از سطح دریا واقع شده‌است.